# Подпись

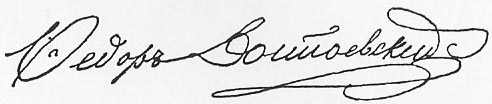
Подпись Ф. М. Достоевского

Подпись И. Канта

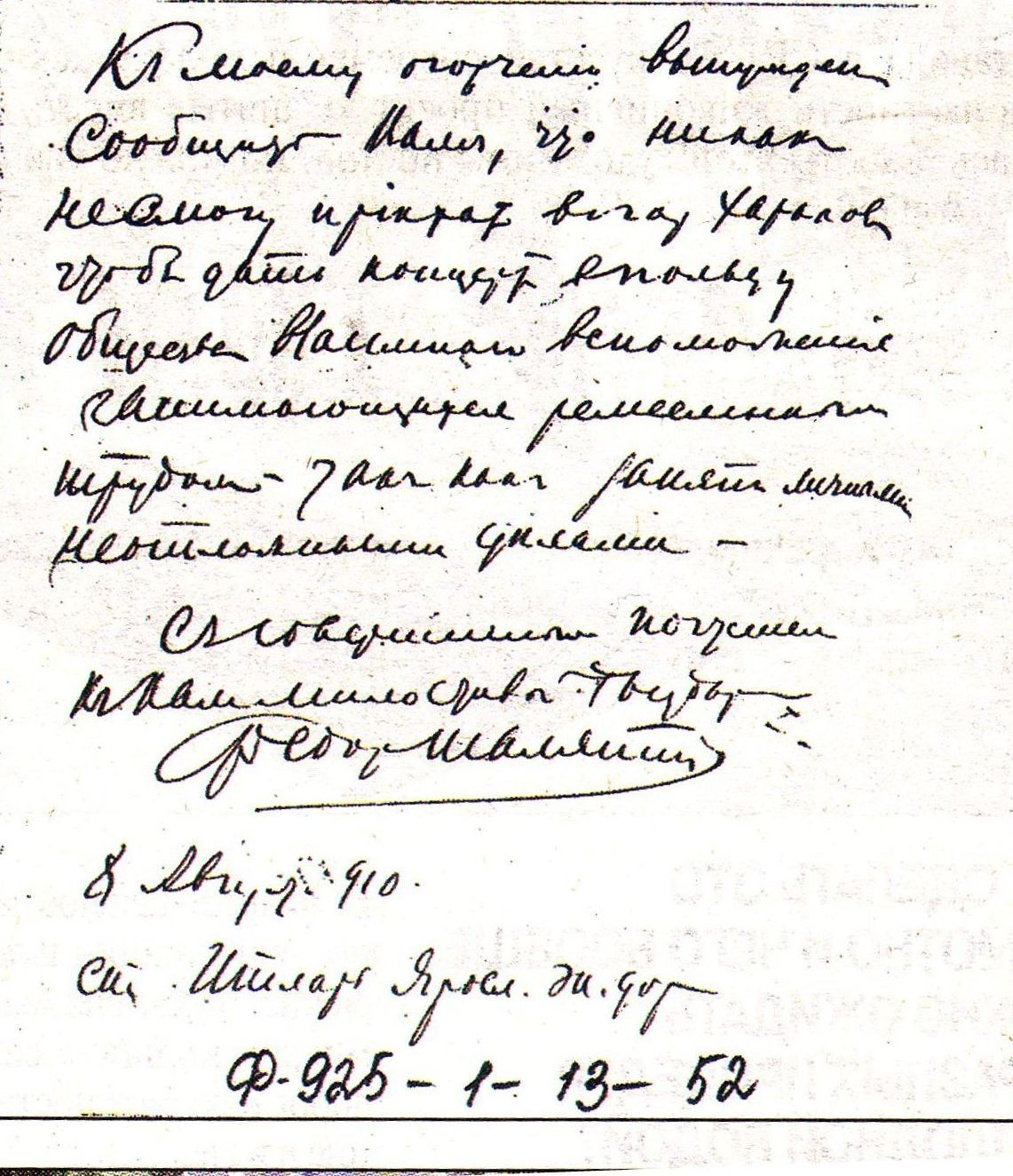
Авторская подпись под письмом Фёдора Шаляпина

По́дпись (также личная подпись; арх. зару́ка/зару́чка, заруча́ние/заруче́ние), Автограф — собственноручно написанная фамилия, имя, отчество (псевдоним), инициалов или любого символа, служащая для аутентификации (иногда также для идентификации) человека.

## Положение в России
В российском законодательстве нет регламентирующего положения о личных подписях. Подписи можно рассматривать как самостоятельное, индивидуализирующее каждого гражданина средство, наравне с такими понятиями, как имя и место жительства гражданина (19 и 20 ст. Гражданского кодекса Российской Федерации). Управление паспортной работы и регистрационного учёта населения ФМС России разъясняет, что подпись должна, как правило, содержать как минимум несколько букв имени или фамилии человека, однако это разъяснение нормативным актом не является.
Законодательством не предусмотрены ни обязательная смена подписи при смене фамилии, ни обязанность гражданина подписываться в документах точно так же, как в паспорте.
В 2021 году было введено определение подписи на уровне национальных стандартов: «подпись: Вид рукописи, имеющий удостоверительное значение и обычно отражающий фамилию и (или) имя, иногда отчество лица в виде букв, условных письменных знаков и (или) безбуквенных штрихов» (пунктуация источника).

## Коллекционирование подписей
Подписи известных людей называются «автографами». Собирание автографов на предметах — разновидность коллекционирования.